# Танцуващи момичета (филм, 1896)
„Танцуващи момичета“ (на английски: Dancing Girls) е британски късометражен ням филм от 1896 година на продуцента Робърт Уилям Пол с участието на танцувалната група „Момичетата Алхамбра“, заснет от режисьора Бърт Ейкрис. Премиерата на филма се състои през март 1896 година.